# Мелисия
Мелисиа (на гръцки: Μελίσσια) е град в Гърция. Населението му е 22 741 жители (според данни от 2011 г.). Част е от Атинския метрополен район. Пощенският му код е 151 xx, телефонният е 210, а МПС кодът е Z.

## Личности
Починали в Мелисия
- Галатия Григориаду-Сурели (1930 - 2016), гръцка писателка